# Argenteohyla siemersi
Argenteohyla siemersi là một loài ếch thuộc họ Nhái bén. Nó là đại diện duy nhất của chi Argenteohyla và đang bị đe dọa hoặc tuyệt chủng..
Loài này có ở Argentina, Uruguay, và có thể cả Paraguay. Môi trường sống tự nhiên của chúng là vùng cây bụi ẩm khu vực nhiệt đới hoặc cận nhiệt đới, đầm nước, và vùng đồng bằng nội địa. Chúng hiện đang bị đe dọa vì mất môi trường sống.

## Phân loài
- Argenteohyla siemersi siemersi (Mertens, 1937)
- Argenteohyla siemersi pederseni Williams & Bosso, 1994